# S/2017 J 9
S/2017 J 9 é um satélite natural externo de Júpiter. Foi descoberto por Scott S. Sheppard e sua equipe em 2017, mas sua descoberta foi anunciada somente em 17 de julho de 2018, por meio de uma Minor Planet Electronic Circular do Minor Planet Center. Tem cerca de 3 quilômetros de diâmetro e seu semieixo maior possui entorno de 21 487 000 km com uma inclinação de aproximadamente 152,7 graus. Pertence ao grupo Ananke.